# NaCoBeZU
NaCoBeZU (pol. Na Co Będziemy Zwracać Uwagę) – pojęcie z dziedziny dydaktyki.
Pojęciem NaCoBeZU nazywamy wiedzę, którą uczniowie powinni opanować pod koniec danego działu, modułu lub całego przedmiotu. W szerszym rozumieniu są to kryteria oceny pracy ucznia. Pojęciem nierozłącznie związanym z NaCoBeZU są „kryteria sukcesu”.

## Różnica pomiędzy NaCoBeZU, a celami
Pojęcia NacoBeZU oraz cele są w różnych sytuacjach wzajemnie mylone.
Dla ich rozróżnienia należy zwrócić uwagę, co każde z tych pojęć definiuje.
| Pojęcie  | pytania odnoszące się do pojęcia                              |
| -------- | ------------------------------------------------------------- |
| NaCoBeZU | - co będę chciał(a) sprawdzać? - o co spytam na sprawdzianie? |
| Cele     | - po co chcę tego uczyć? - po co mamy się tego uczyć?         |

Cele formułujemy, aby zdefiniować po co nauczyciel tego ma uczyć? oraz po co uczniowie mają się tego uczyć?, innymi słowy do czego jest to uczniom potrzebne?. Tymczasem NaCoBeZU formułujemy, aby zdefiniować kryteria oceny ucznia, czyli „czego dokładnie uczeń ma się nauczyć?”, „co ma umieć?”, „czego nauczyciel będzie od uczniów wymagał?”.
Cele oraz NaCoBeZU mogą być mylone najczęściej, gdy nauczyciel formułując je chce odpowiedzieć sobie na pytanie „czego chcę nauczyć?”, wówczas cele i NaCoBeZU brzmią podobnie.

## Konsekwencje wynikające ze stosowania NaCoBeZU
Stosowanie NaCoBeZU oznacza, że podczas oceniania pracy ucznia możemy odnosić się tylko do tego, co zostało określone w NaCoBeZU. Wynika to z faktu, że nauczyciel podając uczniom NaCoBeZU zawiera z nimi kontrakt, iż „na to będzie zwracał uwagę” co wcześniej zapowiedział. Przykładem to ilustrującym jest sytuacja, gdy w zadaniu z biologii uczeń napisał, że „rzaby zaliczają się do gromady płazów”. Choć uczeń popełnił tu błąd ortograficzny, to jeśli w kryteriach NaCoBeZU nie wskazano, że ortografia też będzie oceniana, wówczas odpowiedź ucznia należy uznać za poprawną.
Z drugiej strony potencjalnym problemem wpływającym na motywację ucznia może być sytuacja, w której uczeń wykazujący predyspozycje w obszarach innych niż oceniane wykona pracę o dużym walorze twórczym, lecz niekwalifikującą się do pozytywnego ocenienia, bo przejawiona twórczość nie mieści się w kryteriach NaCoBeZU.

### Indywidualne potrzeby uczniów
Przy formułowaniu NaCoBeZU istotne jest określenie kryteriów, które obowiązują wszystkich uczniów; zdarza się jednak, że niektórzy uczniowie mogą mieć problemy ze spełnieniem niektórych z nich. Do problemów wynikających z formułowania uniwersalnych NaCoBeZU dla całej klasy zaliczyć można ryzyko że:
- uczniowie mocno uzdolnieni nie będą czuć się zmotywowani do pogłębiania swoich umiejętności, skoro już spełnili wszystkie wymienione kryteria
- uczniowie słabo uzdolnieni czuć będą frustrację, że mimo włożonego wysiłku nie są w stanie sprostać ogólnym wymaganiom

Wówczas zalecanym rozwiązaniem jest ustalenie ogólnego NaCoBeZU dla całej klasy i indywidualne modyfikowanie go dla każdego ucznia przejawiającego specjalne potrzeby edukacyjne (np. na podstawie wskazówek uzyskanych od poradni psychologiczno-pedagogicznej).